# L'Enfer du jour
L'Enfer du jour est une bande dessinée policière en noir et blanc d'Emmanuel Moynot publiée en 1983 par Glénat. 
Ce récit policier qui met en scène l'univers sombre des drogués est le premier album publié de son auteur,. Moynot l'a redessiné et complété en 1995 à l'occasion d'une réédition au format roman

## Publications
- Glénat, collection « BD noire », 1983  (ISBN 2-7234-0402-1).
- Dargaud, collection « Roman BD », 1995  (ISBN 2-205-04452-4). Édition petit format modifiée et augmentée de
- Delcourt, collection « Encrages », 2003  (ISBN 2-84055-999-4).